# Hiša pošast
Hiša pošast (v angleškem izvirniku: Monster House) je 3D animirana družinska komična grozljivka iz leta 2006, delo režisrja Gila Kenana. Zgodba govori o soseski v kateri straši zlobna hiša. V filmu igrajo Mitchel Musso, Sam Lerner, Spencer Locke, Steve Buscemi, Nick Cannon, Maggie Gyllenhaal, Jon Heder, Kevin James, Jason Lee, Catherine O'Hara, Kathleen Turner in Fred Willard.
Izvršna producenta filma sta Robert Zemeckis in Steven Spielberg. To je prvi film po Nazaj v prihodnost 3 (Back to the Future Part III), kjer sta sodelovala skupaj. Je tudi prvi film kjer sta bila Zemeckis in Spielberg oba izvršna producenta. Je prvi film, ki je posnet v enakem animiranem slogu kot Zemeckisev Polarni vlak (The Polar Express).
Hiša pošast je prejela predvsem pozitivne kritike in zaslužila več kot 140 milijonov $ po vsem svetu. Film je bil nominiran za oskarja za najboljši animiran film na 79. podelitvi oskarjev, vendar je izgubil proti Veselim nogicam (Happy Feet).

## Vsebina
Dustin J. ''DJ'' Walters vohuni za svojim starejšim sosedom g. Horacem Nebbercrackerjem, ki ne dovoli da bi kdorkoli prišel na njegovo dvorišče. DJevi starši odidejo iz mesta in ga prepustijo varuški Elizabeth ''Zee''. DJev najboljši prijatelj Charles ''Chowder'', po nessreči izgubi košarkaško žogo na Nebbercrackerjevem lasti. DJ skuša skrivaj ponjo, vendar ga Nebbercracker besen zaloti in doživi srčni napad. Kmalu zatem Nebbercrackerja odpeljejo reševalci. To noč DJ prejme čuden telefonski klic iz hiše, vendar se noben ne javi. DJ sliši od Zeejinega fanta Bonesa, da je kot otrok izgubil zmaja na Nebbercrackerjevi lasti, tter da je Nebbercracker najverjetneje pojedel svojo ženo. Kasneje Bones vidi svojega zmaja pred hišo, vendar ga slednja požre ko skuša priti ponj.
Kasneje DJ sreča Chowderja na gradbišču in ga prepriča, da gresta raziskat Nebbercrackerjevo hišo. Ko prispeta tja, Chowder pozvoni in odkrije da je hiša zares živa, zato z DJem pobegneta.
Naslednje jutro dekle z imenom Jenny Bennet prodaja sladkarije za noč čarovnic. Ko DJ in Chowder vidita, da je namenjena k hiši odhitita k njej preden jo požre. Jenny pokliče policijo, vendar jim ta ne verjame.
Trojica poišče nasvet pri Reginaldu "Skull" Skulinskemu, ki je nekakšen strokovnjak za nadnaravne stvari. Tako spoznajo, da je hiša redka pošast, ustvarjena ko človeška duša naseli človeško narejeno zgradbo, in da jo je mogoče ubiti le z uničenjem njenega srca. Sumijo da je srce peč v hiši. Chowder ukrade zdravila za prehlad, ki jih napolnijo v lutko, saj bi tako hiša zaspala za dovolj dolgo časa, da bi lahko prišli do peči. Vendar jih pred hišo zalotita policista Landers in Lester, in ko skušata preiskati hišo, ju ta požre skupaj z njunim avtomobilom, kjer se nahaja trojica.
Ko hiša končno zaspi, začne trojica raziskovati hišo. V kleti najdejo zbirko igrač in truplo Nebbercrackerjeve žene velikanke Constance ujete v beton. Začnejo sumiti, da je Nebbercracker ubil svojo ženo. Hiša zazna, da so v njej zato jih napade, vendar jo trojica prisili hišo da jih izbruhne ven. Takrat se domov živ vrne Nebbercracker, ki jim pojasni da ni ubil Constance. Pove jim da se je kot mladenič zaljubil vanjo v cirkusu spak, kljub njeni velikosti. Ko ji je pomagal pobegniti sta začela graditi hišo. Neko noč čarovnic so Constanco zmerjali otroci iz soseske, in ko jih je skušala uloviti je padla v beton v nedokončani kleti. Nebbercracker je dokončal hišo, saj je verjel da bi tako želela tudi Constanca, vendar ni vedel, da se je v hišo naselil Constancin duh. Njegovo sovraštvo do otrok je bilo pravzaprav krinka, da jih je ohranil stran od hiše, ter da ne bi bili požreti. 
DJ pove Nebbercrackerju, da je čas da Constanca odide, kar sliši tudi hiša. Besna se dvigne in začne slediti skupini do gradbišča. Nebbercracker skuša razstreliti hišo z dinamitom, vendar hiša prepozna njegov načrt. Kasneje trojica končno uniči hišo z dinamitom. Po uničenju vidijo Nebbercrackerja plesati z Constancinim duhom, ki nato odide v onostranstvo. DJ se opraviči Nebbercrackerju, da so uničili njegovo hišo, vendar se jim on zahvali da so osvobodili njega in njegovo ženo.
To noč otroci v vrsti čakajo pri Nebbercrackerju, ki jim vrača njihove igrače, Jenny se vrne domov s svojo mamo, DJevi starši se vrnejo domov, DJ in Chowder pa gresta po hišah za noč čarovnic, čeprav sta bila mnenja, da sta za to prestara.
Po odjavni špici se vsi, ki so bili požrti, živi vračajo iz kleti.

## Igralci
- Mitchel Musso kot Dustin J. "DJ" Walters, 12 letni deček
- Sam Lerner kot Charles "Chowder", DJev najboljši prijatelj
- Spencer Locke kot Jenny Bennett, DJeva simpatija
- Steve Buscemi kot Mr. Horace Nebbercracker, 72 letni nekdanji vojak
- Maggie Gyllenhaal kot Elizabeth "Zee", DJeva varuška in ljubiteljica punka
- Kevin James kot policist Landers, policist
- Nick Cannon kot policist Lester, policist
- Jason Lee kot Bones, Zeein punkerski fant
- Jon Heder kot Reginald "Skull" Skulinski, ljubitelj video iger in stripov, ter strokovnjak za nadnaravne stvari
- Kathleen Turner kot Constance "velikanka" Nebbercracker, ogromna ženska, ki je bila prisiljena nastopati v cirkusu spak okrog leta 1940
- Catherine O'Hara in Fred Willard kot g. in ga. Walters, DJeva zaščitniška starša